# Bataille de Falkirk (1298)
Pour les articles homonymes, voir bataille de Falkirk.
Première guerre d'indépendance de l'Écosse
Batailles
La bataille de Falkirk, qui eut lieu en juillet 1298, marqua la fin de l'épopée de William Wallace lors de la Première Guerre d'indépendance de l'Écosse.

## Déroulement de la bataille

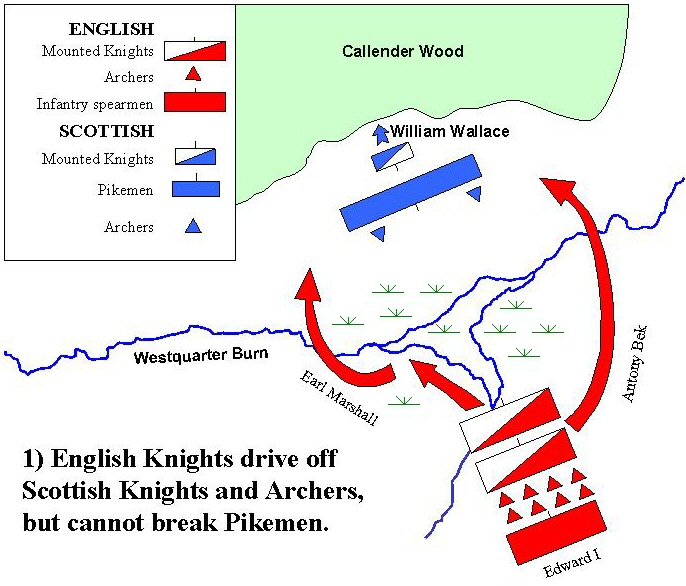
Les chevaliers anglais chassent les chevaliers et archers écossais, mais ne parviennent pas à faire rompre les piquiers.

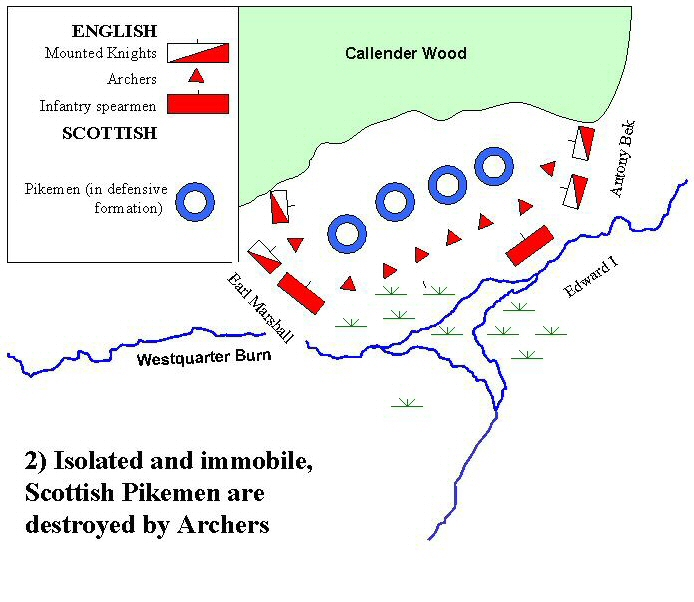
Isolés et immobiles, les piquiers écossais sont décimés par les archers.

L'été était excessivement chaud pour les Écossais, ce qui força sans doute William Wallace à agir immédiatement. Il regroupa ses hommes en schiltrons : une formation de soldats qui formaient un mur de lances afin d'empêcher la cavalerie anglaise d'écraser ses hommes comme elle l'avait fait à Dunbar deux ans plus tôt.
Cependant la tactique se révéla inefficace, car les archers anglais furent les premiers à combattre : ils envoyèrent une volée de flèches qui disloqua les schiltrons écossais, avant de faire donner la cavalerie qui les acheva. Plus de 2 000 Écossais périrent, et William Wallace fuit.

## Conséquences
La bataille de Falkirk a pour conséquences : la fuite de William Wallace vers le royaume de France, et donc la perte d'espoir de beaucoup d'Écossais, mais aussi, pour les Anglais, la preuve que les archers pouvaient venir à bout de n'importe quelle formation immobile, qui s'avéra décisive lors de la guerre de Cent Ans, trente ans après.

## Source
- Michel Duchein, Histoire de l'Écosse.